# Yoga Hosers
Yoga Hosers és un film dels Estats Units de terror i comèdia, escrita i dirigida per Kevin Smith, spin-off de Tusk. protagonitzada per Johnny Depp amb la seva filla Lily-Rose Depp i la filla de Kevin Smith, Harley Quinn Smith, és la segona pel·lícula de la trilogia True North creada per Smith, i es va estrenar el 24 de gener del 2016 al Festival de Cinema de Sundance.

## Repartiment
- Lily-Rose Depp: Colleen Collette
- Harley Quinn Smith: Colleen McKenzie
- Johnny Depp: Guy LaPointe
- Vanessa Paradis: Sra. Maurice, la professora d'història de l'escola secundària
- Austin Butler: Hunter Calloway, un noi popular de l'escola secundària i l'amor de la Colleen McKenzie
- Tyler Posey: Gordon Greenleaf, el millor amic d'en Hunter
- Jennifer Schwalbach: Sra. McKenzie, mare de la Colleen McKenzie
- Justin Long: Yogi Bayer, un gurú de ioga i mentor de la Colleen
- Ralph Garman: Andronicus Arcane
- Haley Joel Osment: Adrien Arcand
- Génesis Rodríguez: Sra. Wicklund, la professora d'educació física de l'escola secundària
- Sasheer Zamata: Director Invincible
- Harley Morenstein: Toilet Paper Man
- Tony Hale: Bob Collette
- Natasha Lyonne: Tabitha
- Adam Brody: Ichabod
- Jason Mewes: Rogue Cop
- Kevin Smith: The Bratzis
- Kevin Conroy (aparició)
- Stan Lee (aparició)